# Sara Christiansson
Sara Christiansson (* 21. Juli 1997) ist eine schwedische Leichtathletin, die im Mittel- und Langstreckenlauf an den Start geht.

## Sportliche Laufbahn
Erste internationale Erfahrungen sammelte Sara Christiansson bei den Crosslauf-Europameisterschaften 2016 in Chia, bei denen sie nach 13:37 min den 27. Platz im U20-Rennen belegte. Im Jahr darauf gelangte sie bei den Crosslauf-Europameisterschaften 2017 in Šamorín nach 21:51 min auf Rang 21 im U23-Rennen und 2019 klassierte sie sich bei den U23-Europameisterschaften im heimischen Gävle mit 16:13,72 min auf den 15. Platz im 5000-Meter-Lauf. Im Dezember gelangte sie dann bei den Crosslauf-Europameisterschaften in Lissabon mit 22:04 min auf den 16. Platz im U23-Rennen. Bei den Crosslauf-Europameisterschaften 2021 in Dublin lief sie nach 28:59 min auf Rang 30 ein und sicherte sich in der Teamwertung die Bronzemedaille hinter den Teams aus dem Vereinigten Königreich und Deutschland. Im Jahr darauf wurde sie bei den Crosslauf-Europameisterschaften 2022 in Turin nach 29:12 min 45. im Einzelrennen. 2023 kam sie bei den Halleneuropameisterschaften in Istanbul im Vorlauf über 3000 Meter nicht ins Ziel.
2023 wurde Christiansson schwedische Hallenmeisterin im 3000-Meter-Lauf.

## Persönliche Bestleistungen
- 1500 Meter: 4:11,31 min, 4. Juli 2021 in Stockholm
  - 1500 Meter (Halle): 4:18,68 min, 13. Februar 2022 in Uppsala
- 3000 Meter: 9:01,42 min, 16. August 2019 in Göteborg
  - 3000 Meter (Halle): 8:59,10 min, 4. Februar 2022 in Miramas
- 5000 Meter: 15:39,58 min, 27. Juni 2021 in Sollentuna